# Karoline Olesen
Karoline Olesen (født 3. februar 2005) er en dansk fodboldspiller, der spiller midtbane for Everton FC i den engelske Women's Super League  og Danmarks U/23-kvindefodboldlandshold.
Hun har tidligere spillet i Fortuna Hjørring i Kvindeligaen og hun har repræsenteret Danmark på flere ungdomslandshold.